# L’Écaille
L’Écaille ist eine französische Gemeinde mit 260 Einwohnern (Stand 1. Januar 2022) im Département Ardennes in der Region Grand Est. Sie gehört zum Arrondissement Rethel, zum Kanton Château-Porcien und zum Gemeindeverband Pays Rethélois.

## Geografie
L’Écaille liegt etwa 15 Kilometer südwestlich von Rethel und 25 Kilometer nordöstlich von Reims am Flüsschen Retourne und an der Grenze zum Département Marne. Umgeben wird L’Écaille von den Nachbargemeinden Saint-Loup-en-Champagne im Norden, Bergnicourt im Nordosten, Saint-Remy-le-Petit im Südosten, Isles-sur-Suippe im Süden, Bazancourt im Südwesten sowie Roizy im Westen.

## Bevölkerungsentwicklung
| Jahr                       | 1962 | 1968 | 1975 | 1982 | 1990 | 1999 | 2006 | 2019 |
| Einwohner                  | 110  | 119  | 113  | 115  | 118  | 131  | 170  | 279  |
| Quellen: Cassini und INSEE |      |      |      |      |      |      |      |      |

## Sehenswürdigkeiten
- Kirche Saint-Calixte